# 多米尼克·格里夫

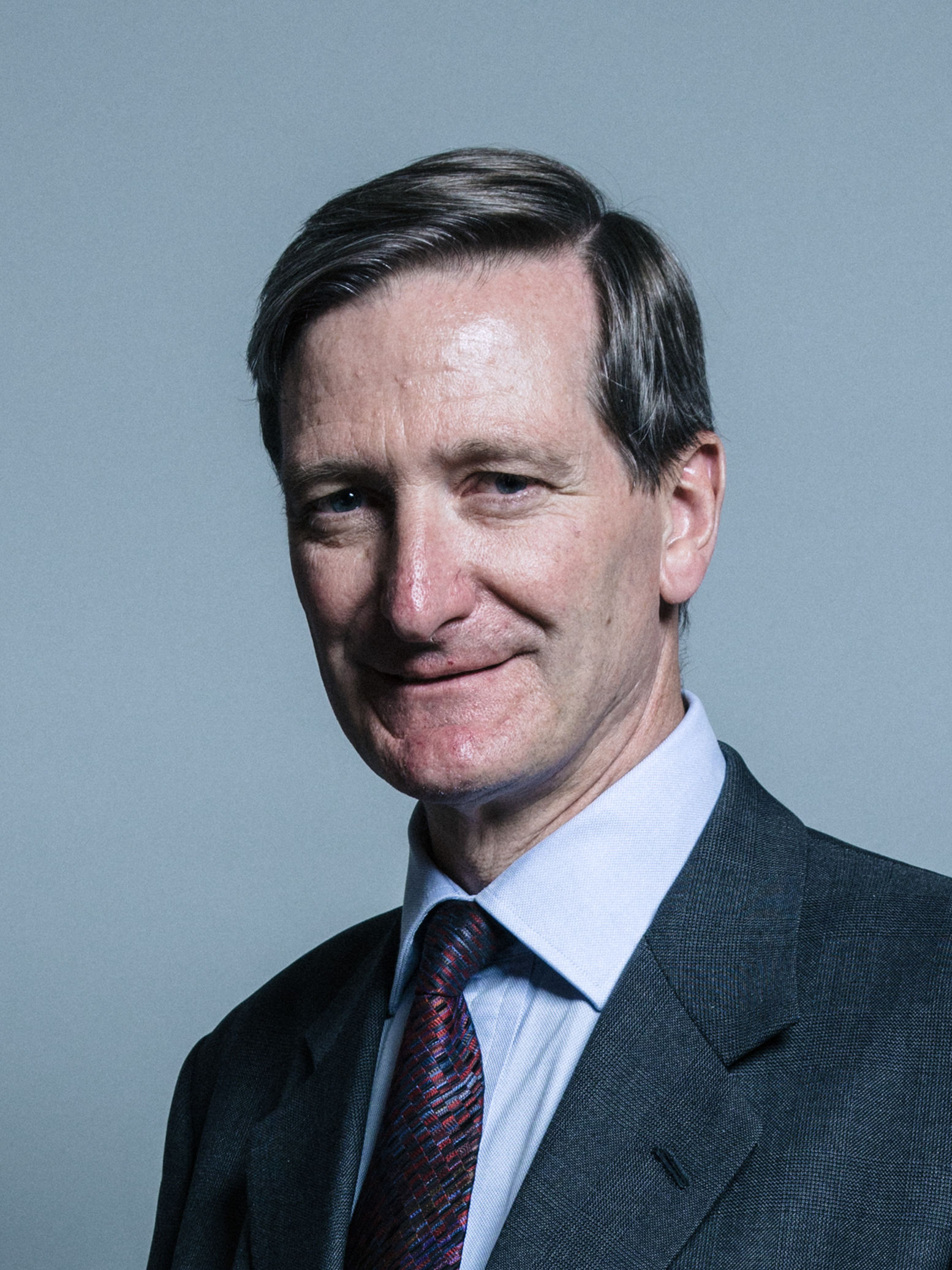

多米尼克·格里夫（Dominic Grieve，1956年5月24日—）是一位英國政治人物。他曾擔任牛津大學保守協會會長。自1997年開始，他代表保守黨擔任比肯斯菲爾德選區選出的英國下議院議員。2010年至2014年任英格蘭及威爾斯檢察總長。2019年9月因議會表決時不支持同黨首相鮑里斯·強森的脫歐提案，因而被開除黨籍。